# Bosnyák Zsófia
Bosnyák Zsófia (Nagysurány, 1609. június 2. – Sztrecsény, 1644. április 28.) a sztrecsnói várúrnő.

## Élete
Báró Bosnyák Tamás, végvári törökverő vitéz és Kenderes Mária leánya. Tizenhét éves korában adták férjhez Serényi Mihályhoz, Fülek és Szendrő kapitányához, ám mivel a férj 1626 márciusában meghalt, a házasság csupán néhány hónapig tartott. Zsófia visszatért Nagysurányba a szüleihez. Édesanyja még abban az évben elhunyt, a következő évben pedig 22 éves bátyját is elveszítette. Mivel apja ekkor Füleken harcolt, így a gazdálkodással Zsófiának kellett foglalkoznia. Hamarosan úgy ismerték meg a környéken, mint a szegények és betegek nagylelkű segítőjét. Huszonegy évesen ment férjhez Pázmány Péter közvetítésével a szintén özvegy Wesselényi Ferenchez. Sztrecsnó várában éltek, két fiúgyermekük született, Ádám (1630) és László (1633). 
Bosnyák Tamás 1634-ben a kolerajárvány áldozata lett, így Wesselényi vette át a füleki vár kapitányi tisztjét. Wesselényi ritkán járt haza az időközben Vágtapolcára költözött családhoz, mivel Fülek stratégiai szempontból állandó célpontja volt a török támadásoknak. Az uradalom irányítása és a gyermeknevelés Zsófiára maradt. Vágtapolcán is gondoskodott a szegényekről, férjével szegényházat alapított a faluban, mely egyben kórházként is szolgált. A környékbeliek tisztelték és szerették jószívűségéért és már életében szentnek tartották. 
A legenda szerint férje megcsalta Széchy Máriával, a „Murányi Vénusszal”, emiatt Zsófia sokat bánkódott. Többet jótékonykodott, mint annak előtte, éjjelente pedig a vár melletti kápolnába járt imádkozni, ahol egy látomás jelent meg neki: Szűz Mária arra intette, hogy bízzon és imádkozzon. Zsófia egészségét a hideg kápolnában töltött éjszakák meggyengítették, 35 éves korában elhunyt. A sztrecsnói vár kápolnájában helyezték nyugalomra. Bátyja, a két évvel idősebb Bosnyák István nyitrai püspök ugyanabban az évben halt meg.
1689-ben Sztrecsnó vára gazdát cserélt, az új tulajdonos pedig a kriptából eltávolíttatta a Wesselényiek hamvait. Ekkor bukkantak rá az egykori várúrnő épségben maradt, mumifikálódott holttestére, melyet később a vágtapolcai templomba vittek át. 
Bosnyák Zsófia végső nyughelye búcsújáróhely lett, tömegesen érkeztek üvegfedelű koporsójához a környékbeliek augusztus 15-én, Nagyboldogasszony napján.

## Maradványainak megsemmisülése
Múmiáját 2009. április 1-jén egy 31 éves szlovák férfi felgyújtotta. Ľuboš R. a cukrászdából kikért kulccsal bejutott a templomba, a koporsót kivonszolta a templom elé, leöntötte a magánál tartott gyúlékony anyaggal, majd lángra lobbantotta. A valószínűleg skizofréniában szenvedő férfit pszichiátriai intézetbe küldték, halottgyalázás miatt indult eljárás ellene.

## Külső hivatkozások
- Bosnyák Zsófiát, a sztrecsnói várúrnőt már életében szentnek tartották Kitekintő / Új Szó, 2009. április 23.
- Porig égett Bosnyák Zsófia múmiája Szlovákiában - meggyújtotta egy férfi
- http://www.tankonyvtar.hu/szepirodalom/marssal-tarsalkodo-080905-6